# Захваткин, Алексей Алексеевич
Алексей Алексеевич Захваткин (1 декабря 1905, Екатеринбург — 14 декабря 1950, Москва) — советский зоолог, специалист по клещам. Доктор биологических наук (1939), профессор, дважды лауреат Сталинской премии (1941, 1951), создатель научной акарологической школы, а также одной из наиболее разработанных теорий происхождения многоклеточных животных — теории синзооспоры.

## Биография
Алексей Алексеевич Захваткин (Языков; потомок старого боярского рода) родился 1 декабря 1905 года (по сведениям его сына — Ю. А. Захваткина; по литературным источникам — в 1906) в г. Екатеринбурге. В дальнейшем (до 1913 года) вместе с родителями проживал в Швейцарии. Получил домашнее образование.
- В 1913 семья Языковых вернулась в Москву.
- с октября 1917 как представитель боярского рода был лишен многих прав, в том числе не мог иметь возможности получить высшее образование, работал художником-графиком, а также в Московском университете — в гербарии профессора А. Н. Сырейщикова и в лаборатории профессора Г. А. Кожевникова. В этот период он посещал лекции ведущих ученых Московского университета.
- В официальной биографии указано, что в 1926 окончил физико-математический факультет МГУ[1], сын Ю. А. Захваткин утверждает, что в личном деле хранилась справка «документ о высшем образовании утерян», в действительности А. А. Языков не смог получить высшего образования из-за «непролетарского» происхождения[3].
- 1926 — 1931 — закончил студию живописи Д. Н. Кордовского и по приглашению профессора В. И. Плотникова работал в качестве лаборанта-художника (затем ассистента и специалиста-энтомолога) в Среднеазиатском институте защиты растений (создан на базе Узбекистанской опытной станции защиты растений). В это время экспедиционный отряд института захватили басмачи, а когда пленников освободили, в период восстановления потерянных документов, А. А. Языков сменил год рождения и взял фамилию отчима, научного сотрудника кафедры зоологии Московского лесотехнического института, Александра Алексеевича Захваткина (1900—?)[4][5]. Начиная с 1932 года все его публикации выходят под новой фамилией (Захваткин А. А.)[2].
- с 1931 работает во Всесоюзном институте защиты растений ВАСХНИЛ (Ленинград)
- с 1933 — старший научный сотрудник в лаборатории энтомологии Научно-исследовательского института зоологии Московского университета
- с 1938 — ассистент кафедры энтомологии МГУ
- с 1939 — доктор биологических наук
- с 1940 — профессор кафедры кафедры энтомологии МГУ[6]
- с 1948 — заместитель декана биологического факультета МГУ
- с 1949 — директор НИИ зоологии
- с 1950 — директор Научно-исследовательского биолого-почвенного института Московского университета, созданного на базе институтов зоологии, ботаники и почвоведения биологического факультета МГУ.

Умер 14 декабря 1950 года в Москве. Похоронен на Ваганьковском кладбище (35 уч.).

## Цитаты
А. А. Захваткин оставил о себе в МГУ память одного из талантливейших его профессоров. Неудивительно высказывание о нём крупнейшего биолога XX века В. Н. Беклемишева: «А. А. Захваткин, встав на грань гениальности, поднял завесу над ранее неведомой биологической реальностью».

## Семья
- Мать — Мария Александровна Языкова
- Отчим — Алексей Андреевич Захваткин, горный инженер, второй муж М. А. Языковой[3].
  - Сестра — Мария Алексеевна Захваткина (1902—1986), художница, после революции — М. А. Маризе, замужем за советским чиновником И. Кранокутским[3][8]
  - Сестра — Татьяна Алексеевна Захваткина (1904—?), жила с мужем в Горьком[3][9].
- Жена — Елизавета Михайловна Буланова (26.10.1911—27.09.1986), фамилия по отцу Бердникова, но рано осиротела и было удочерена сестрой матери[3][10].
  - Дочь — Наталья
  - Сын — Юрий (26.07.1941—16.12.2022), биолог[3][11]

## Основные труды
- Захваткин А. А. Тироглифоидные клещи (Tyroglyphoidea) / А. А. Захваткин; Зоол. ин-т АН СССР; отв. ред. акад. С. А. Зернов; ред. изд. С. С. Смирнов. — М.; Л.: Изд-во АН СССР, 1941. — XII, 475, [5] с. — (Фауна СССР / Глав. ред. акад. С. А. Зернов ; ред. Д. А. Оглоблин ; Паукообразные. Т. VI ; вып. 1).
- Захваткин А. А. Сравнительная эмбриология низших беспозвоночных: (Источники и пути формирования индивидуального развития многоклеточных) : Учеб. пособие для гос. ун-тов / Проф. А. А. Захваткин. — М.: Советская наука, 1949. — 396 с. — 10 000 экз. (немецкое издание — 1956 г.), за её создание автор был удостоен второй Государственной премии (1951).
- Захваткин А. А. Исследования по морфологии и постэмбриональному развитию тироглифид. — М., 1953.

## Награды и признание
- Сталинская премия II степени (13 марта 1941) — за работы по биологии, систематике амбарных клещей и за разработку методов борьбы с ними, опубликованные в 1936—1940 годах
- Сталинская премия (1951)

В честь А. А. Захваткина названы новые виды и роды животных, в том числе род клещей Zachvatkinella Lange, 1954 (семейство Acaronychidae).